# Ramones (album)
Ramones je istoimeni studijski album američkog punk rock sastava Ramones, objavljen u travnju 1976., a objavila ga je diskografska kuća "Sire".
Nakon "Seymour Steina" nova izdavačka kuća za koju u jesen 1975. potpisuju Ramonesi je "Sire", gdje počinju sa snimanje svojeg debitantskog albuma. Sastav jeftino i brzo snima materijal u "Plaza Sound", "Radio City Music Hall", New York, a snimanje se u vremenu od 2. do 19. veljače s proračunom od $6,400. Predlošci gitare i bas-gitare, snimljeni su na odvojenom kanalu od bubnjeva, što podsjeća na rane albume The Beatlesa i Creama.
Mnogi radijski voditelji nisu odobravali Ramonesov glazbeni stil, govoreći kako je to primitivna glazba s dosta buke i često puta s nastranim temama. Album nije naišao na razumijevanje kod publike, pa se tako našao na #111 Billboardove Top ljestvice Pop albuma za Sjevernu Ameriku. Usprkos tome što se Ramonesima pripisuje da su jedni od osnivača punk rocka, oni su imali veliki utjecaj na punk i njemu vrlo bliski žanr alternativni rock. 2003. godine album dolazi na #33 popisa "500 najboljih albuma za sva vremena" od časopisa Rolling Stone. Također iste godine album dolazi na 54 mjesto popisa "najbolji albumi za sva vremena" od glazbenog TV programa VH1. 1995. u knjizi "The Alternative Music Almanac", Alan Cross stavlja ih na #4 popisa "10 najboljih alternativnih albuma".
Album 19. lipnja 2001. ponovo objavljuje diskografska kuća "Rhino Records". Originalni materijal je nanovo snimljen i također je dodano osam bonus skladbi, koje su snimljene od demosnimaka i alternativnih verzija.

## Popis pjesama
(Sve skladbe osim "Let's Dance" originalno potpisuje sastav Ramones.)
1. "Blitzkrieg Bop" (Tommy Ramone, Dee Dee Ramone) – 2:12
2. "Beat on the Brat" (Joey Ramone) – 2:30
3. "Judy Is a Punk" (Dee Dee Ramone, Joey Ramone) – 1:30
4. "I Wanna Be Your Boyfriend" (Tommy Ramone) – 2:24
5. "Chainsaw" (Joey Ramone) – 1:55
6. "Now I Wanna Sniff Some Glue" (Dee Dee Ramone) – 1:34
7. "I Don't Wanna Go Down to the Basement" (Dee Dee Ramone, Johnny Ramone) – 2:35
8. "Loudmouth" (Dee Dee Ramone, Johnny Ramone) – 2:14
9. "Havana Affair" (Dee Dee Ramone, Johnny Ramone) – 2:00
10. "Listen to My Heart" (Dee Dee Ramone) – 1:56
11. "53rd & 3rd" (Dee Dee Ramone) – 2:19
12. "Let's Dance" (Jim Lee) – 1:51
13. "I Don't Wanna Walk Around With You" (Dee Dee Ramone) – 1:43
14. "Today Your Love, Tomorrow the World" (Dee Dee Ramone) – 2:09

### CD reizdanje iz 2001. i bonus skladbe
1. "I Wanna Be Your Boyfriend (demo)" – 3:02
2. "Judy Is a Punk (demo)" – 1:36
3. "I Don’t Care (demo)" – 1:55
4. "I Can’t Be (demo)" – 1:56
5. "Now I Wanna Sniff Some Glue (demo)" – 1:42
6. "I Don’t Wanna Be Learned/I Don’t Wanna Be Tamed (demo)" – 1:05
7. "You Should Never Have Opened That Door (demo)" – 1:54
8. "Blitzkrieg Bop (single version)" – 2:12

## Izvođači
- Joey Ramone – prvi vokal
- Johnny Ramone – gitara
- Dee Dee Ramone – bas-gitara, prateći vokali
- Tommy Ramone - bubnjevi

### Produkcija
- Tommy Ramone – producent
- Craig Leon – producent
- Rob Freeman – projekcija
- Don Hunerberg – asistent projekcije
- Greg Calbi – mastering
- Roberta Bayley – fotografija
- Arturo Vega – umjetničko djelo

## Vanjske poveznice
- discogs.com - Ramones - Ramones